# Edmund Schjånberg
Karl Edmund Baltzar Schjånberg, född 29 maj 1904 i Malmö, död 10 januari 2004 i Bjärreds församling, Skåne län,var en svensk kemist och laboratoriechef.

## Biografi
Schjånberg studerade vid Lunds universitet, där han tog filosofisk ämbetsexamen 1927 och disputerade för filosofie doktorsgrad 1934. Han var därefter fortsatt verksam i Lund som docent 1934–1939, var docent och laborator vid Kungliga Tekniska högskolan 1939–1942 och därefter laboratoriechef vid Svenska Skifferoljeaktiebolaget 1942–1962. Han var samtidigt verksam som professor i oljekemi vid Chalmers tekniska högskola 1945–1970. Efter sin pensionering forskade Schjånberg åter vid Lunds universitet.
Schjånberg invaldes 1953 som ledamot av Ingenjörsvetenskapsakademien.
Schjånberg var engagerad i Svenska Kemistsamfundet, och verkade som samfundets skattmästare under mer än 50 års tid. Han avgick från posten 1992.